# Южноафриканский гепард
Южноафриканский гепард (лат. Acinonyx jubatus jubatus) — номинативный подвид гепарда, обитающий в Восточной и Южной Африке.

## Таксономия
Впервые гепарда описал немецкий натуралист Иоганном Кристианом Даниэлем фон Шребером в книге «Die Säugethiere in Abbildungen nach der Natur mit Beschreibungen» (Млекопитающие на иллюстрациях, сделанных на природе, с описаниями), опубликованной в 1775 году. Шребер описал гепарда на примере увиденного на мысе Доброй Надежды. Гепард является номинативным подвидом.
Благодаря описанию Шребера, натуралисты и зоологи смогли составить описание подвидов гепардов из разных частей Южной и Восточной Африки. Все из них сегодня все считаются синонимами A. j. guttata:
- Felis guttata был открыт в 1804 году Иоганном Германом;
- Felis fearonii был открыт в 1834 году Эндрю Смитом;
- Felis lanea, был открыт в 1877 году Филиппом Скалтером[4];
- Acinonyx jubatus obergi был открыт в 1913 году Максом Хилзимером[5];
- Acinonyx jubatus ngorongorensis был открыт в 1913 году Хилзимером на основе вида из Нгоронгоро, немецкой Восточной Африки;
- Acinonyx jubatus velox был открыт в 1913 году Эдмундом Хеллером на основе гепарда, который был застрелен Кермитом Рузвельтом в июне 1909 года в кенийском нагорье[3].
- Acinonyx rex был открыт в 1927 году Реджинальдом Иннесом Пококом на основе вида из Хребта Умвукве в Родезии[6].

В 2005 году авторы книги «Виды млекопитающих мира» соединили A. j. guttata, A. j. lanea, A. j. obergi и A. j. rex под именем j. jubatus, признав A. j. raineyi и A. j. velox действительными таксонами и рассматривая P. l. ngorongorensis как синонимы raineyi.
В 2017 году группа специалистов по классификации кошек включила все популяции гепарда из большинства районов Восточной и Южной Африки в A. j. jubatus, что сделало его самым распространенным подвидом на континенте.

## Эволюционная история

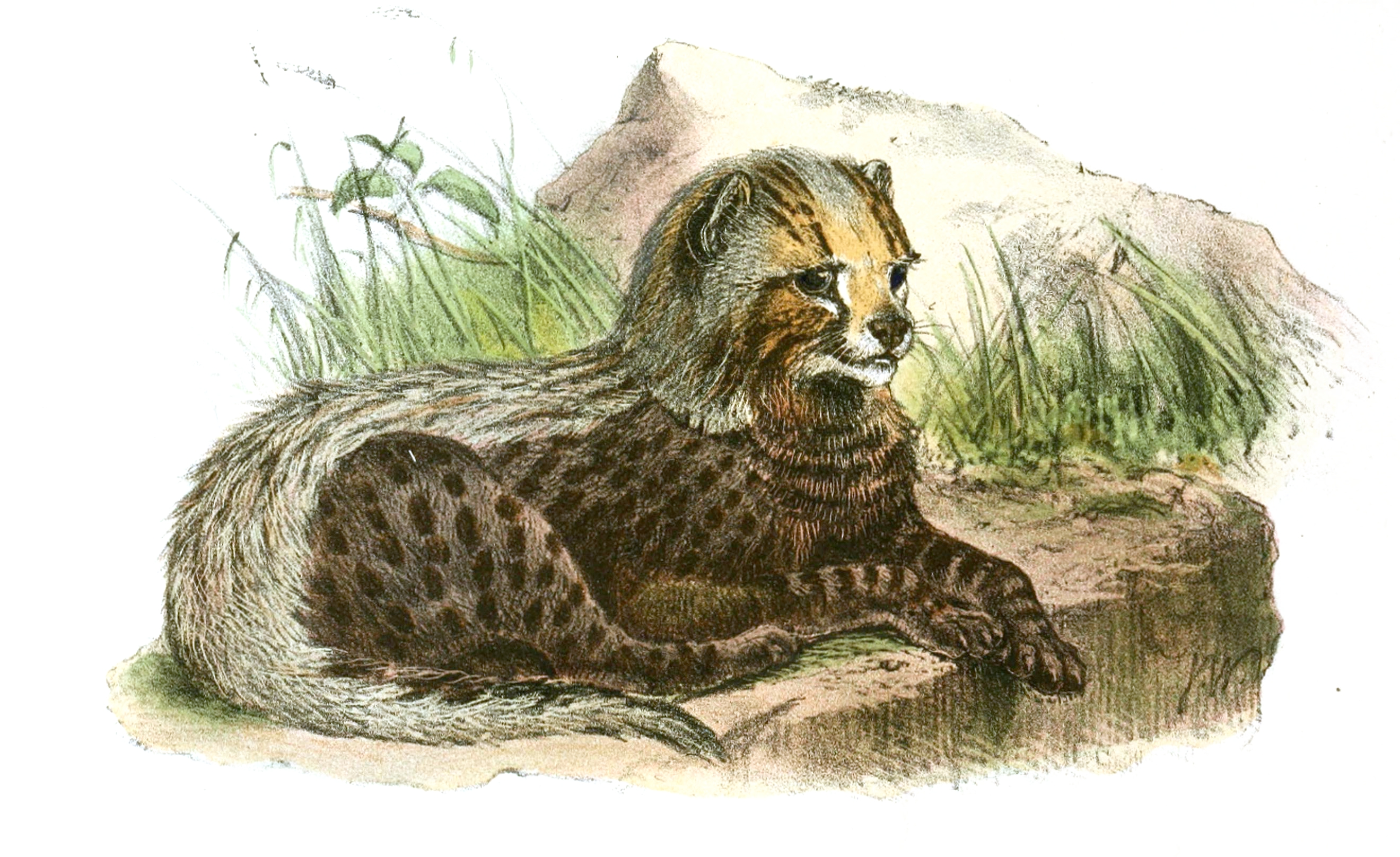

Начиная с раннего плейстоцена, самые ранние окаменелости африканских гепардов были найдены в нижних слоях Олдувайского ущелья в северной Танзании. Юго-восточный африканский гепард — второй по древности подвид.
Гепарды из Африки и Азии ранее считались генетически идентичными друг другу. Однако исследования и анализ ДНК, которые проводились в начале 1990-х годов, показали, что южноафриканские и восточноафриканские гепарды действительно являются отдельными подвидами.
До сентября 2009 года считалось, что азиатский гепард идентичен африканскому гепарду. Стивен Дж. О’Брайен из Лаборатории геномного разнообразия национального института рака высказал мнение, что они были отделены друг от друга всего лишь 5000 лет, что не является достаточным временем для классификации в качестве отдельных подвидов.
В начале 2011 года результаты филогеографического анализа 94 образцов гепардов из музейных коллекций, диких и невольных образцов, показали, что гепарды Юго-Восточной Африки и Азии генетически различны и, вероятно, разошлись между 32 000 и 67 000 лет назад. Данные митохондриальной ДНК указывают на то, что образцы гепардов из Восточной Африки не имели общего гаплотипа с образцами из Южной Африки, хотя один гаплотип присутствовал в образцах гепардов из Танзании и Кении, сгруппированных с образцами из Южной Африки. Население Восточной Африки, возможно, возникло в результате относительно недавнего события реколонизации. Расхождение между популяциями гепардов в Южной, Восточной и Северной Африке произошло между 6700 и 32400 годами назад.

## Генетика
Исторически считалось, что гепарды генетически однородны. В 2011 году результаты филогеографического исследования показали, что азиатские популяции гепардов в Африке генетически различны и разделены между 32 000 и 67 000 лет назад.
Шерстистый гепард был обнаружен в конце XIX века английским зоологом Филиппом Склатером. Он считался отдельным видом гепарда, который имел более толстое тело, а также более длинный и плотный мех. Было получено несколько образцов. Эти животные могут быть представителями того же вида, что и современный гепард, но с генетической предрасположенностью к длинному меху. В 1877 году Склатер из Лондонского зоологического общества написал о недавнем приобретении зоопарка.
В 1878 году в южноафриканском музее был обнаружен второй шерстистый гепард, сохранившийся как образец. И Лондонский, и южноафриканский образцы были привезены из Бофорт-Уэста. В 1884 году из той же области была получена третья кожа, хотя она имела более отчетливые пятна и была немного меньше. К концу 1880-х годов охотники за трофеями устранили шерстистых гепардов; судя по количеству и местоположению экземпляров, этот вариант, по-видимому, развился совсем недавно (поколения, а не тысячелетия); возможно, все эти животные были потомками одной пары, родившейся около 1875 года, или, возможно, ещё одного поколения. Во всяком случае, шерстистый гепард исчез.
Королевский гепард был признан другим видом в 1927 году натуралистом Реджинальдом Иннесом Пококом. Оказалось, что это мутация, вызванная рецессивным геном. Королевский гепард-это редкий вариант Южного гепарда, впервые обнаруженный в Южной Родезии в 1925 году. Королевский гепард был впервые найден в Южной Африке в 1940 году и в Ботсване в 1942 году. Однако в 1981 году было показано, что королевские гепарды никогда не были другим видом, поскольку королевские гепарды родились от обычных родителей в Центре дикой природы де Вильдта в Южной Африке. Ещё один королевский гепард родился от двух самок гепарда, спарившихся с пойманным диким самцом гепарда из провинции Трансвааль, и ещё больше королевских гепардов родились позже в Центре дикой природы де Вильдта. Королевские гепарды встречаются в Южной Африке, Зимбабве и Ботсване. В 2012 году было обнаружено, что причиной этого альтернативного рисунка шерсти является мутация в гене трансмембранной аминопептидазы Q (Taqpep), тот же самый ген, ответственный за полосатый макрель «по сравнению с пятнистым» классическим рисунком, наблюдаемым у полосатых кошек.
Гепард также имеет меланизм как один из своих редких цветных Морфов. Меланист-гепард в Замбии был обнаружен Весеем Фитцджеральдом в вместе с пятнистым гепардом.

## Физические особенности
Гепард — это кошка средних размеров. Общий размер взрослого самца гепарда может составлять от 168 до 200 см (66-79 дюймов) и от 162 до 213 см (64-84 дюйма) для самок. Взрослые гепарды достигают 70-90 см (28-35 дюймов) в высоту на плече. Самцы немного выше самок и имеют несколько большие головы с более широкими резцами и более длинными жвалами.

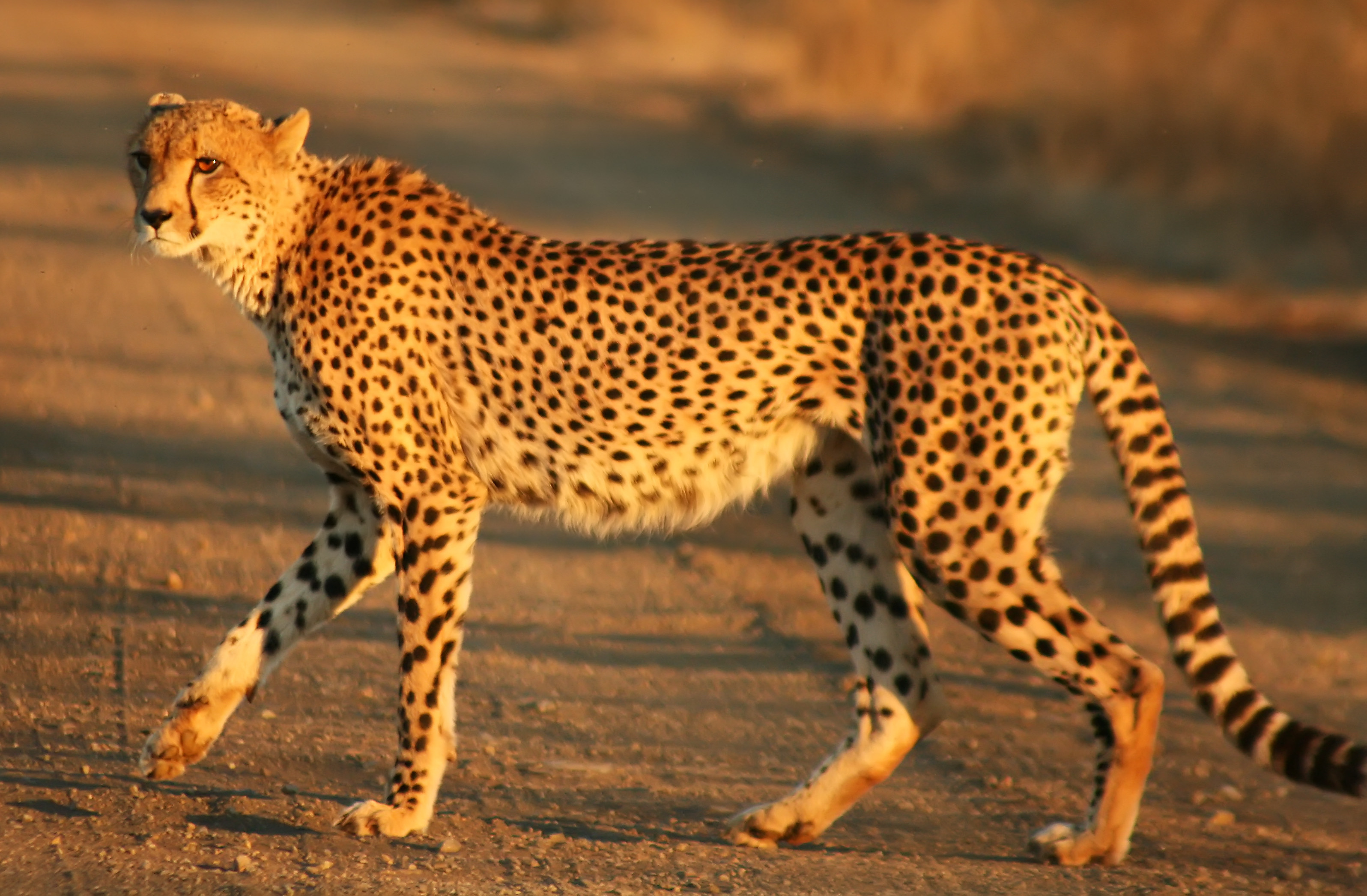

Измерения, проведенные у диких гепардов в Намибии, показывают, что самки достигают длины тела от 113 до 140 см (44-55 дюймов) с длинными хвостами от 59,5 до 73,0 см (23,4-28,7 дюйма) их масса от 21,0 до 63,0 кг (46,3 и 138,9 фунта); самцы достигают длины тела от 113 до 136 см (44-54 дюйма) с длинными хвостами от 60 до 84 см (24-33 дюйма) и весят от 28,5 до 65,0 кг (62,8 и 143,3 фунта).

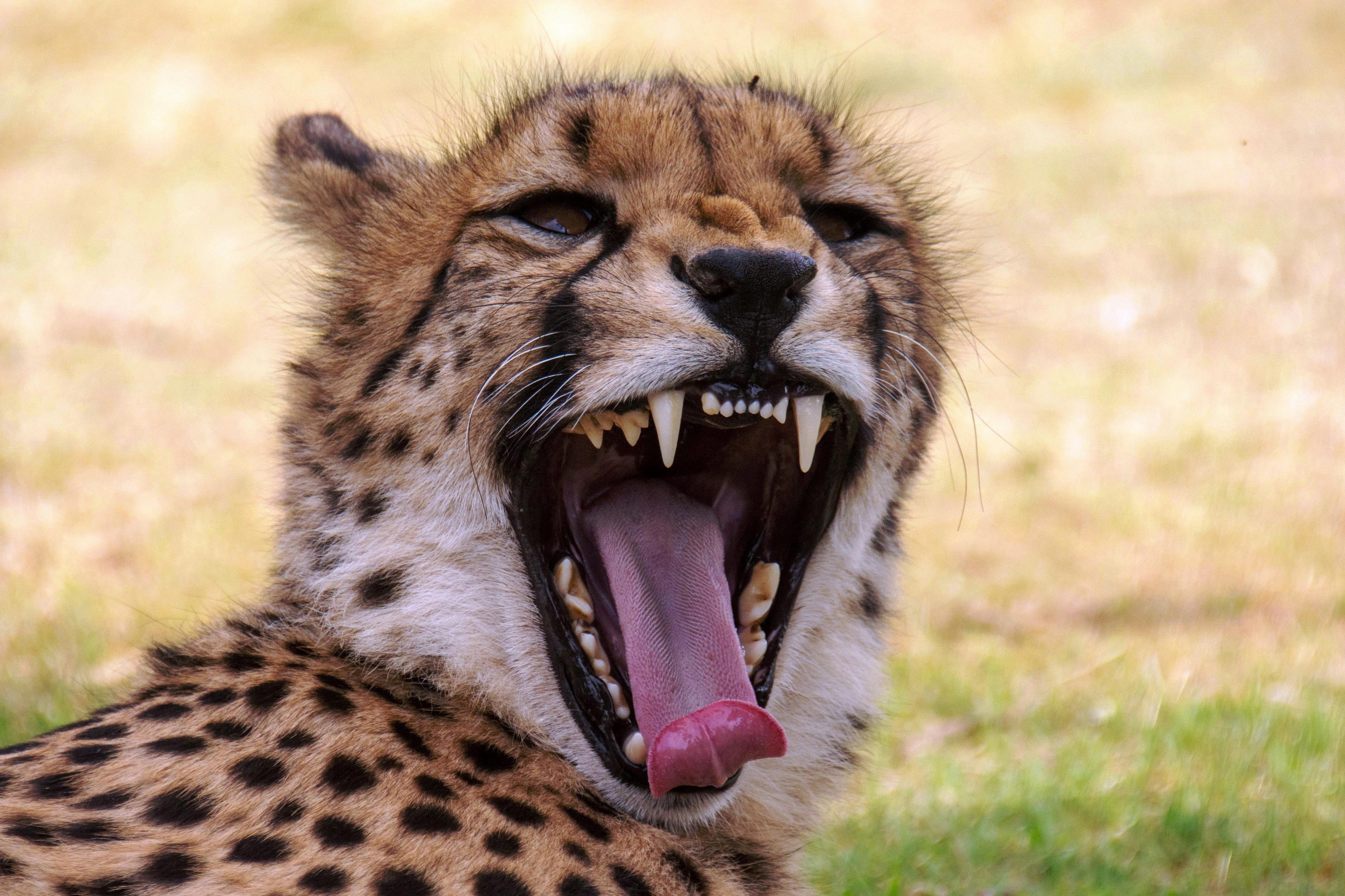

Гепард имеет ярко-желтую или иногда золотистую шерсть, его мех немного толще, чем у других подвидов. Белая нижняя сторона очень отчетлива, особенно на шее и груди, и у неё меньше пятен на животе. Пятна на морде более выражены, его пятна кажутся более плотными, чем у большинства других подвидов. Пятна заметно толще в углах рта, и почти все они имеют отчетливые коричневые отметины усов. Как и у азиатского гепарда, имеется мех за хвостом и как белые, так и черные кончики на конце хвоста. Однако у гепарда может быть также только чёрный кончик на конце хвоста.
В пустынных районах, таких как Калахари, гепарды несколько меньше и легче по весу, с более тонким, ярко окрашенным мехом, что характерно для северо-западного африканского гепарда.

## Распространение и среда обитания

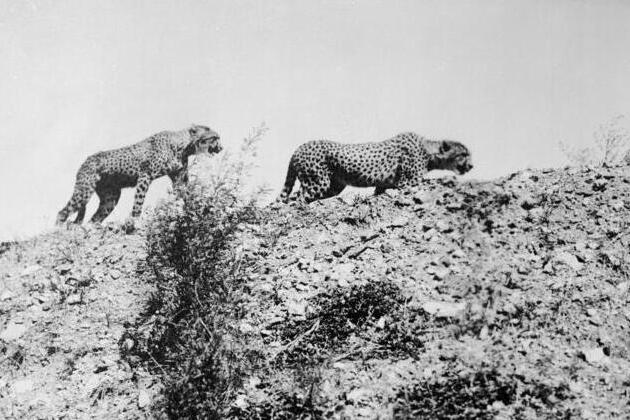

Южноафриканский гепард обычно живёт на лугах, саваннах, кустарниковых лесах и засушливых средах, таких как пустыни и полупустынные степи. Эти гепарды могут быть найдены в открытых полях, где они преследуют и охотятся на травоядных млекопитающих, таких как антилопы, с очень высокой скоростью. В Южной Африке гепард также предпочитает леса (в Национальном парке Крюгера), кустарники, высокие горы, горные луга и горные районы, где в основном имеется благоприятная добыча.
Гепард Юго-Восточной Африки в настоящее время является наиболее распространенным подвидом. Он широко распространен повсюду в Южной и Центральной Африке, начиная от Южной Африки до южной части Демократической Республики Конго (провинция Катанга) и Южной Танзании. Его ареал в настоящее время значительно сокращён, гепард встречается на площади 1 223 388 км² (472 353 квадратных миль), что составляет 22 % от его первоначального ареала.
В прошлом на намибийских фермах охотилось менее 10 000 гепардов. Ранее насчитывалось всего в 2000 особей с 1990-х годов. По состоянию на 2015 год в Намибии проживало более 3500 особей гепардов. В Намбии проживает самая большая популяция диких гепардов во всем мире. Около 90-95 % гепардов живут на намибийских сельскохозяйственных землях; другие обитают в бассейне Калахари, прибрежных пустынях Намиб и Каоколенд, а также в Центральной и северо-восточной частях страны. Хотя намибийские гепарды в основном обитают за пределами охраняемых территорий, они также живут в заповеднике дикой природы Наанкусе, Национальном парке Намиб-Науклуфт и Национальном парке Бвабвата. Гепарды являются довольно редкими в Национальном парке Этоша и в Пальмваге.
С приблизительной численностью популяции в размере 2000 особей (по состоянию на 2016 год), в Ботсване находится вторая по величине популяция гепардов. В большинстве своём, они встречаются в засушливых районах Центрального Калахари, природного заповедника Моколоди и трансграничного парка Кгалагади (известного как национальный парк Гемсбок в Ботсване) на юге и юго-западе. Также они встречаются в северном регионе страны, где находится самая большая база добычи, например в дельте Окаванго, Национальном парке Чобе и заповеднике Мореми. Заповедник Хуце известен тем, что в нём находится много животных, которыми питаются гепарды. А именно такими животными, как: газели, ориксы и антилопы гну. Гепарды редко встречаются в Восточной Ботсване и на границе Зимбабве.
В Южной Африке гепарды живут в провинциях Лимпопо, Мпумаланга, Северо-Запад и северный мыс. После многолетних усилий по сохранению, гепарды были вновь завезены в Восточную, Западную и южную части страны, а недавно и в провинцию Свободного штата. Более 90 % популяции гепардов обитает за пределами охраняемых территорий, таких как охотничьи заповедники и сельскохозяйственные угодья. Более 412 гепардов находятся в Национальном парке Крюгера, субпопуляции от 300 до 350 в парках и заповедниках. От 400 до 500 свободно передвигаются на сельскохозяйственных угодьях в Лимпопо и северо-западной провинции. Трансграничный парк Кгалагади является родиной гепардов. В национальных парках Крюгер и Калахари Гемсбок проживает самое большое число гепардов; они являются домом примерно для 42 % гепардов Южной Африки. Гепарды не всегда были распространены в Южной Африке. В настоящее время в стране проживает третья по величине популяция гепардов после многолетних природоохранных мероприятий и реинтродукции в дикую природу. В 2016 году, по оценкам, в дикой природе обитает около 1500 взрослых гепардов.
По состоянию на 2007 год численность гепардов в Зимбабве резко сократилась, примерно с тысячи до 400 особей. В настоящее время численность популяции в Зимбабве оценивается в 165 представителей вида. До сокращения популяции гепарды были более широко распространены в Зимбабве, быстро размножались. В популяциях числилось более 1500 особей. Ещё в 1973 году в Зимбабве проживало около 400 гепардов, а в 1987 году их число возросло до 470. Впоследствии, в 1991 году, Департамент парков и охраны дикой природы Зимбабве обнаружил в общей сложности 1391 гепарда, в то время как в 1996 году только на коммерческих сельскохозяйственных землях жило 728 гепардов. В 1999 году была оценена минимальная общая численность населения в 1520 гепардов, из которых более 1200 особей жили на коммерческих сельскохозяйственных землях, а 320-в национальных парках.
Год спустя, в нескольких докладах поднимался вопрос о том, стабильна ли численность зимбабвийских гепардов или сокращается, но в то время она увеличивалась. Однако гепарды, как известно, находятся под большой угрозой на сельскохозяйственных землях. В период с 1999 по 2007 год 80 % численность зимбабвийских гепардов, живущих на частных сельскохозяйственных землях, резко сократилось из-за конфликта между человеком и гепардом. Это сократило популяцию с более тысячи до менее 400 по состоянию на 2007 год. Около 100 гепардов были убиты животноводами в низовьях Зимбабве в год. Спустя несколько лет там было найдено около 150—170 взрослых гепардов, и конфликт между человеком и гепардом больше не представляет серьёзной угрозы для этого вида. Большинство зимбабвийских гепардов живут сегодня в охраняемых районах. Гепарды в основном встречаются в южных и центральных районах. Изолированные популяции встречаются в северо-западной части Зимбабве, таких как водопады Виктория, Матетси и Казума Пан, также недалеко от границы с Мозамбиком. Национальный парк Хванге, крупнейший заповедник площадью 14 650 км² (5660 кв. миль), является главным оплотом зимбабвийских гепардов. Гепарды также живут в Национальном парке Матобо. Гепарды долины Замбези почти вымерли, так как в Национальном парке Матусадона осталось только три особи, а в Национальном парке Мана-Пулс — 9 особей. 29 представителей вида остаются в зимбабвийском Лоувелде, большинство из которых живут в Национальном парке Гонаречжоу, частных заповедниках (Бубье, Сейв, Малилангве, Нуанеци) и на скалах Чилоджо.
В Замбии гепарды в основном встречаются в лагере Матамейе национального парка равнина Люва из западной провинции. Национальный парк является частью трансграничной заповедной зоны Каванго-Замбези. Они также присутствуют в Национальном парке Кафуэ площадью 5000 км² (1900 кв. миль), недалеко от реки Кафуэ и в Национальном парке Сиома Нгвези площадью 22 400 км² (8600 кв. миль) (второй по величине парк в Африке) в юго-западной части Замбии. В стране находится около 100 гепардов.
Под подсчётам, на 2007 в Мозамбике проживает от 50 до 90 гепардов. Они находятся на лугах, саваннах и смешанных лесах акации и мопане. Большинство мест обитаний состоит из водно-болотных угодий и рек. Исторически он был широко распространен в стране, но к 1975 году численность его популяции сократилась примерно до 200 особей из-за усилившегося браконьерства во время Гражданской войны в Мозамбике. Фотоловушки, установленные в 2004 и 2011 годах, показали постоянное присутствие гепардов, других хищников и травоядных животных в заповедных зонах Мозамбика в трансграничном парке Грейт-Лимпопо. В Национальном парке Лимпопо обитает около 35 гепардов. Гепарды также проживают в Национальном парке Зинаве и Национальном парке Банхине. Эти парки являются частью большого трансграничного парка Лимпопо.
Кроме центральных и северных районов, редкий ныне гепард обитал в Южной Танзании. Он располагался недалеко от границ Замбии и Малави на юго-западе и юго-востоке-большей части страны. Эти гепарды водятся в заповеднике Мпанга-Кипенгере и заповеднике Уванда. На данный момент неизвестно, вымерли ли они в заповеднике Селус.
Гепарды вымерли в Свазиленде. В 1997 году три гепарда были вновь выведены в Национальном королевском парке Хлейн, который является самым большим (30 000 га (300 км²)) охраняемым районом Свазиленда.
Когда-то считалось, что гепард вымер в Анголе, но в 2010 году два взрослых самца гепарда были замечены в Национальном парке Иона. Его площадь достигает 16 000 км² (6200 кв. миль). Это был первый случай, когда гепарды были замечены в дикой природе Анголы за последние 30 лет. Эта охраняемая территория обеспечивает подходящую среду обитания для гепарда, так как она имеет большую открытую саванну, где встречаются газели и ориксы.
В 1980-х годах гепарды встречались в трех охраняемых районах, а именно в Национальном парке Касунгу, Национальном парке Ньика и заповеднике болотной дичи Вваза, также на западной границе Замбии. В 2007 году небольшая популяция гепарда считалась локально вымершей из-за потери подходящей среды обитания и отсутствия добычи.

### Прежний диапазон
В начале 20-го века африканские гепарды были широко распространены повсюду на континенте, пока они не потеряли большую часть своих ареалов и не исчезли из 23 стран. Гепарды локально вымерли из Лесото и южной части Демократической Республики Конго. Раньше они жили в Катанге, Южном Бандунду, Юго-Западном Касаи и Нижнем Конго. Вероятно, они распространились и на Киншасу. Ранее было подсчитано, что в период с 1950 по 70-е годы в Конго обитало от 100 до 500 гепардов. Национальный парк кунделунгу был одним из оставшихся оплотов гепардов после недавнего вымирания гепардов из Национального парка Вирунга и суданских гепардов из Национального парка Гарамба в 1960-х гг. Иногда сообщалось о слухах о наблюдениях в южных районах Конго, таких как вблизи ангольской границы, вокруг территории Сандоа и на плато Кибара национального парка Упемба. По сей день Упемба по-прежнему считается единственным национальным парком страны, где обитают популяции гепардов.

## Экология и поведение

### Размножение и жизненный цикл
Самцы гепардов общительны и могут жить в группе с другими самцами. Самцы создают свои территории, помечая их мочой на деревьях или термитниках.

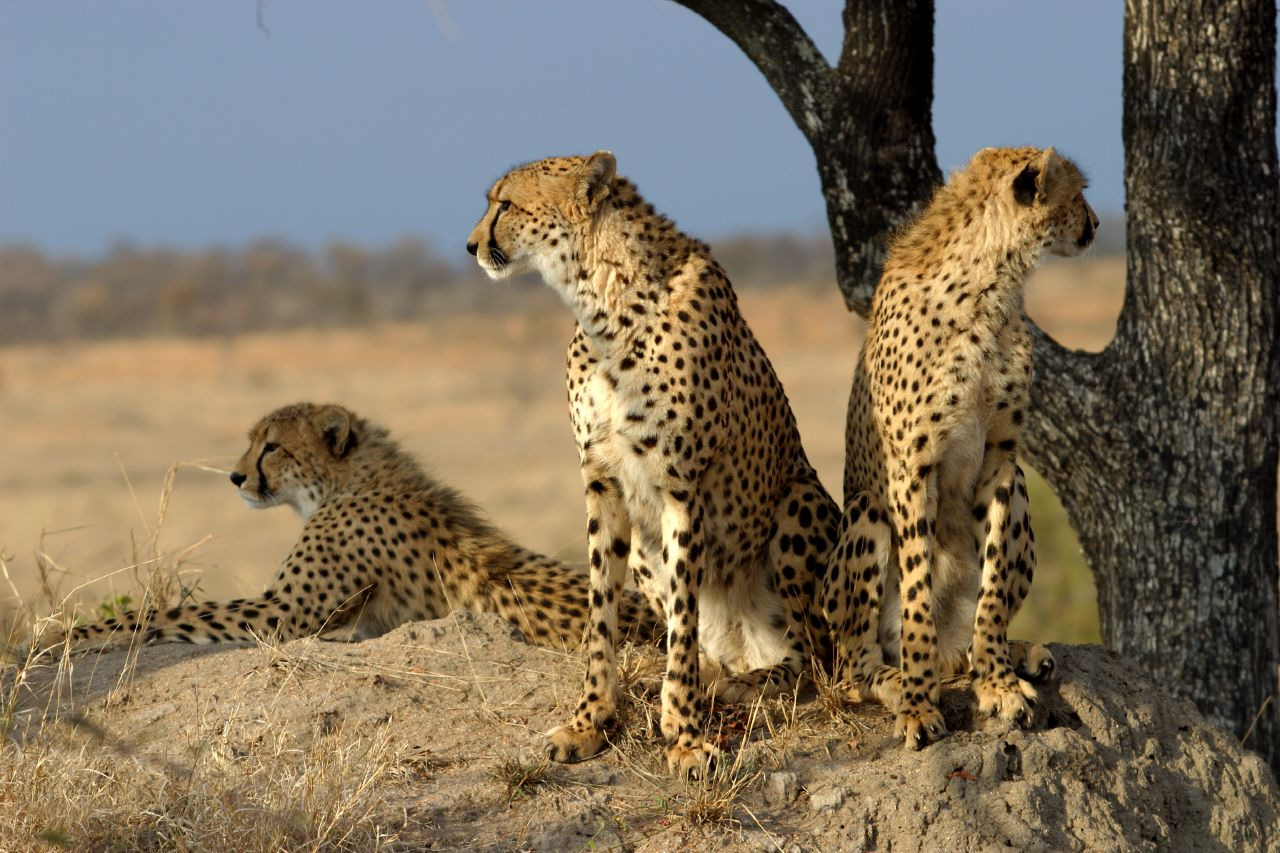

Самки, однако, не общительны и не создают своей территории. Они одиноки и избегают друг друга. Однако они могут жить вместе со своими матерями, дочерьми или сестрами на своих домашних территориях. Размер домашнего ареала самки может зависеть от места добычи. Ареалы гепардов в лесах Южной Африки составляют всего 34 км² (13 кв. миль), в то время как в некоторых частях Намибии они могут достигать 1500 км² (580 кв. миль).
Самки гепардов могут размножаться в возрасте от 13 до 16 месяцев и с типичным возрастом половой зрелости между 20 и 23 месяцами. Беременность может длиться от 90 до 95 дней. Детеныши рождаются в основном с ноября по январь в Намибии и с ноября по март в Замбии. Самки охотятся в одиночку, за исключением детенышей гепарда, которые сопровождают своих матерей, чтобы научиться охотиться самостоятельно в возрасте 5-6 недель. После того как детеныши достигают 18-месячного возраста, мать оставляет их, детеныши остаются в группе и в течение нескольких месяцев живут вместе, пока сестры не покинут группу, а братья не останутся вместе. Детеныши самцов могут заключать союзы с другими самцами после отделения от матери.

### Охота и питание
Гепард является хищным млекопитающим. Он охотится на средних и крупных антилоп, а также на быстрых мелких животных, таких как капские зайцы. Он предпочитает импалу, куду, пуку, ориби, спрингбок, орикс, антилопу гну, бородавочника, рыжего хартебиста и других копытных. Излюбленной добычей гепарда являются орикс и ньяла.

### Враги и конкуренты

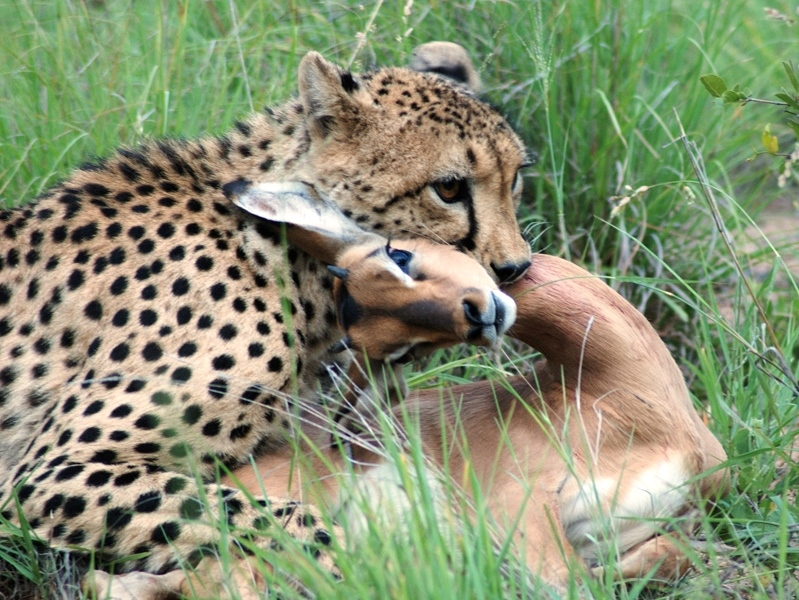

Как и другие гепарды, они находятся под угрозой и превосходят по рангу более крупных хищников в своем районе. Им угрожают львы, леопарды, пятнистые гиены и гиеновидные собаки, так как они могут убивать гепардов и/или красть их туши. Известно, что гепарды не способны защитить себя от этих хищников. Однако коалиции взрослых гепардов-самцов могут прогнать хищников, а одинокий гепард может прогнать шакалов и одинокую гиеновидную собаку.

## Охранный статус
Ранее предполагалось, что с 2007 года численность популяции южного гепарда в Южной Африке составляет 4190 особей. Общая численность популяции южного гепарда, вероятно, превысила 6000 особей, при этом Намибия имеет самую большую популяцию гепардов во всем мире. С 1990 года численность населения Намибии оценивалась примерно в 2500 особей; до 2015 года численность гепардов в стране возросла до более чем 3500 особей. Ботсвана содержит вторую по величине популяцию гепардов-в 2007 году, по оценкам, её численность составляла 1800 . Однако в 2016 году в Ботсване находилось около 2000 гепардов, что составляет около 20 % всех гепардов мира. В 2007 году в Южной Африке находилось от 550 до 850 гепардов. После многих усилий по сохранению популяция гепарда возросла до более чем 1000 особей. В 2013 году, по оценкам, население Южной Африки составляло от 1200 до 1300 гепардов. Хотя, по оценкам, 1500 взрослых гепардов живут в Южной Африке с 2016 года. The Endangered Wildlife Trust заявил, что общая популяция составляет от 1166 до 1742 гепардов только в Южной Африке в 2017 году. В Зимбабве, напротив, численность гепардов резко сократилась: с более 1500 гепардов с 1999 года до 400 гепардов в 2007 году и от 150 до 170 гепардов по состоянию на 2015 год. В 2007 году в Замбии оставалось около 100, а в Мозамбике от 50 до 90.
В африканских странах и Иране существует несколько проектов по сохранению вида гепарда. Как и азиатский гепард, южный гепард привлекал больше внимания со стороны людей, чем другие подвиды.
Три подвида гепарда включены в список уязвимых видов МСОП (три африканских подвида находятся под угрозой исчезновения, Северо — Западный Африканский и Азиатский подвиды находятся в критическом состоянии), а также в закон США об исчезающих видах: угрожаемые виды (Приложение I к СИТЕС (Конвенция о международной торговле видами, находящимися под угрозой исчезновения)).
Основанная в Намибии в 1990 году, миссия Фонда охраны гепарда заключается в том, чтобы стать мировым ресурсом, отвечающим за защиту гепарда и обеспечение его будущего. Организация работает со всеми заинтересованными сторонами в рамках экосистемы гепарда, чтобы разработать лучшие практики в области исследований, образования и экологии, а также создать устойчивую модель, от которой выиграют все другие виды, включая людей. По оценкам, в 25 африканских странах в дикой природе осталось около 12 400 гепардов. Недавно МСОП обнаружил 6674 зрелых особей; В Намибии их больше всего — более 3500, из которых 90 % живут за пределами охраняемых территорий. Программы размножения были успешными, включая использование экстракорпорального оплодотворения, в зоопарках по всему миру.
Гепарды, как известно, плохо разводят животных в неволе, хотя некоторые организации, такие как De Wildt Cheetah and Wildlife Centre, преуспели в разведении большого количества детенышей гепарда. В 2009 году в центре было выведено более 800 детенышей.